# Зеленият път (филм)
„Зеленият път“ (на английски: The Green Mile) е американски филм от 1999 г. на режисьора Франк Дарабонт. Сценарият, написан от Дарабонт, е базиран на едноименния роман на Стивън Кинг от 1996 г.

## Актьорски състав
- Том Ханкс – Пол Еджкомб
- Дейвид Морз – Брутъс Хауел
- Майкъл Кларк Дънкан – Джон Кофи
- Бони Хънт – Джен Еджкомб
- Джеймс Кромуел – Хал Мурс
- Майкъл Джетър – Едуард Делакроа
- Дъг Хъчисън – Пърси Уетмор
- Сам Рокуел – Уилям Уортън
- Джефри Демън – Хари Теруилигър
- Бари Пепър – Дийн Стантън
- Патриша Кларксън – Мелинда Мурс
- Брент Бриско – Бил Додж
- Хари Дийн Стантън – Ту-Ту
- Дабс Гриър – Пол Еджкомб (като стар)
- Гари Синийс – Бърт Хамърсмит
- Греъм Грийн – Арлен Битърбък

## Награди и номинации
| Категория                                  | Номиниран(и)                          | Резултат                |
| Оскар (26 март 2000 г.)                    | Оскар (26 март 2000 г.)               | Оскар (26 март 2000 г.) |
| ------------------------------------------ | ------------------------------------- | ----------------------- |
| Най-добър филм                             | Най-добър филм                        | номинация               |
| Най-добър звук                             | Най-добър звук                        | номинация               |
| Най-добър адаптиран сценарий               | Франк Дарабонт                        | номинация               |
| Най-добра поддържаща мъжка роля            | Майкъл Кларк Дънкан                   | номинация               |
| Златен глобус (23 януари 2000 г.)          |                                       |                         |
| Най-добър актьор в поддържаща роля         | Майкъл Кларк Дънкан                   | номинация               |
| Сателит (16 януари 2000 г.)                |                                       |                         |
| Най-добър актьор в поддържаща роля в драма | Дъг Хъчисън                           | номинация               |
| Небюла                                     |                                       |                         |
| Най-добър сценарий                         | Франк Дарабонт                        | номинация               |
| Сатурн (6 юни 2000 г.)                     |                                       |                         |
| Най-добър екшън или приключенски филм      | Най-добър екшън или приключенски филм | награда                 |
| Най-добър актьор в поддържаща роля         | Майкъл Кларк Дънкан                   | награда                 |
| Най-добра актриса в поддържаща роля        | Патриша Кларксън                      | награда                 |
| Най-добър режисьор                         | Франк Дарабонт                        | номинация               |
| Най-добра музика                           | Томас Нюман                           | номинация               |

## Дублаж

### Диема Вижън(2011)
| Преводач            | Христо Христов                                                                                     |
| Режисьор на дублажа | Димитър Кръстев                                                                                    |
| Тонрежисьор         | Димитър Кукушев                                                                                    |
| Озвучаващи артисти  | Христина Ибришимова Даниела Йорданова Силви Стоицов Христо Узунов Димитър Иванчев Здравко Методиев |